# Megachile melanopyga
Megachile melanopyga là một loài Hymenoptera trong họ Megachilidae. Loài này được Cockerell mô tả khoa học năm 1909.